# Alena Trus
Alena Wassileuna Trus (belarussisch Алена Васілеўна Трус, * 17. April 1995 als Alena Passetschnik) ist eine belarussische Leichtathletin, die sich auf das Kugelstoßen spezialisiert hat.

## Sportliche Laufbahn
Erste internationale Erfahrungen sammelte Alena Trus im Jahr 2014, als sie bei den Juniorenweltmeisterschaften in Eugene mit einer Weite von 14,48 m in der Qualifikationsrunde ausschied. 2017 belegte sie bei den U23-Europameisterschaften in Bydgoszcz mit 16,56 m den sechsten Platz und 2019 gelangte sie bei der Sommer-Universiade in Neapel mit 17,52 m auf Rang vier. Im Herbst schied sie bei den Weltmeisterschaften in Doha mit 17,55 m in der Vorrunde aus.
2022 wurde Trus belarussische Hallenmeisterin im Kugelstoßen.

## Persönliche Bestleistungen
- Kugelstoßen: 18,28 m, 17. Juli 2020 in Brest
  - Kugelstoßen (Halle): 18,26 m, 23. Dezember 2020 in Minsk
- Diskuswurf: 45,91 m, 9. Februar 2019 in Minsk